# Chantal Marin
Pour les articles homonymes, voir Marin.
Chantal Marin (née le 26 mars 1950) est une athlète française, spécialiste du 100 mètres haies.

## Biographie
Elle est sacrée championne de France du 100 mètres haies en 1973 à Colombes dans le temps de 14 s 0.
Son record personnel sur cette distance est de 13 s 6 (1972).